# El Palacio de Hierro
El Palacio de Hierro (El Palacio de Hierro SA de CV) ("Het paleis van ijzer") is een luxe warenhuisketen in Mexico. De vlaggenschipwinkel in Polanco, Mexico-Stad, die het bedrijf "El Palacio de los Palacios" ("Het paleis der paleizen") noemt, heropende in 2016 na een grondige renovatie van 300 miljoen Amerikaanse dollar en een uitbreiding van 55.200 m². Het is het grootste warenhuis in Latijns-Amerika en is sinds 2000 lid van de International Association of Department Stores.

## Geschiedenis

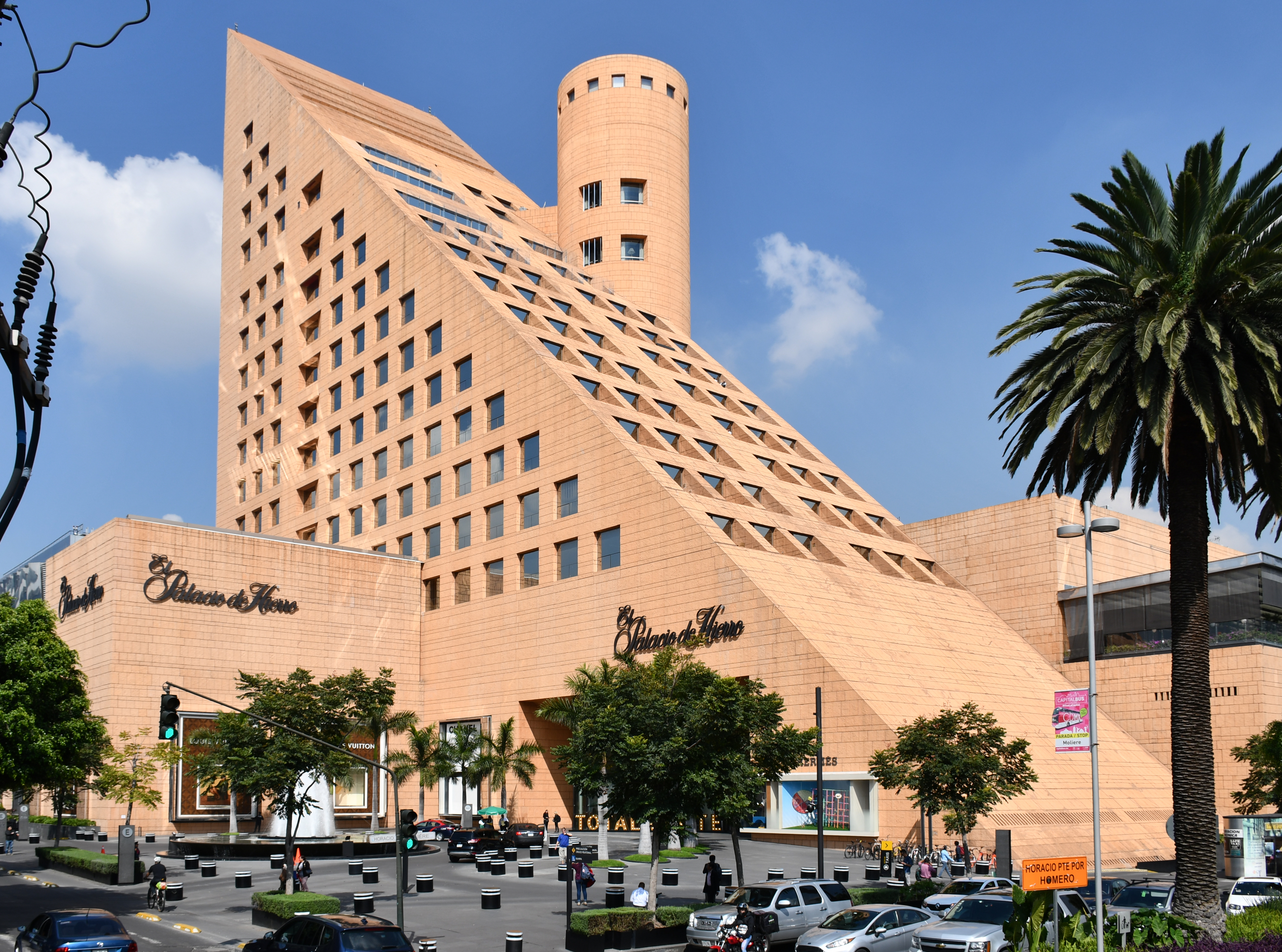
El Palacio de Hierro in Polanco, Mexico-Stad

In de jaren 1850 opende de Fransman Victor Gassier in Mexico City een kledingwinkel genaamd "Las Fábricas de Francia" (de fabrieken van Frankrijk) geopend. In 1860 ging Gassier samenwerken met Alexander Reynaud. De twee vormden een bedrijf genaamd Gassier & Reynaud.
In 1876 kochten de broers José en Henri Tron en José Leautaud zich in en vormden de vereniging V. Gassier & Reynaud, Sucs. S. en C . In 1879 werd de formele naam van het bedrijf veranderd in J. Tron y Cía. Het bleef echter handelen onder de naam "Las Fábricas de Francia". Vanaf hier hadden de inspanningen van Tron en Leautaud aanzienlijk succes.
In 1879 begonnen ze plannen te maken voor de bouw van een warenhuis in Mexico-Stad, vergelijkbaar met beroemde luxe warenhuizen in Parijs (Le Bon Marché), New York (Saks Fifth Avenue), Londen (Harrods) en Amsterdam (De Bijenkorf).
In 1888 kochten ze land om hun nieuwe warenhuis te bouwen. Ze gaven de Mexicaanse architect Ignacio de la Hidalga opdracht voor het ontwerp, waarna de tot 1891 duurde.
Tron en Leautaud kozen ervoor om een gebouw van vijf verdiepingen te bouwen. Het was het eerste gebouw in Mexico-Stad geconstrueerd van ijzer en staal. Het was het eerste bouwwerk in Mexico op die bouwwijze en voorbijgangers vroegen vaak: "Welk ijzeren paleis zijn ze aan het bouwen?". In 1891, toen de bouw klaar was, besloten Tron en Leautaud om het bedrijf "El Palacio de Hierro" te noemen, gebruikmakend van de publiciteit die men tijdens de bouw kreeg.
Op 15 april 1914 werd het gebouw door een brand verwoest, waarna andere gebouwen werden gebruikt. Met het einde van de Mexicaanse Revolutie begon de bouw van een nieuw gebouw ontworpen door de Franse architect Paul Dubois. Het art-nouveau-gebouw met dubbele glas-in-loodplafonds van Jacques Grüber (1870-1936) uit Nancy, Frankrijk werd geopend in 1920.
Tegenwoordig maakt El Palacio de Hierro deel uit van Grupo Bal, een gediversifieerd conglomeraat in Mexico met belangen in verzekeringen, mijnbouw en detailhandel
De warenhuizen hebben een uitgebreid assortiment met mode, sieraden, meubels, huishoudelijke artikelen, voedingsmiddelen, speelgoed, electrina, een spa en reisdiensten. Vooral op modegebied is het een high-end warenhuis, dat naast Mexicaanse topmerken, exclusieve artikelen verkoopt van onder meer Emilio Pucci, Tiffany's, Tommy Hilfiger, Cartier, Esprit, Max Mara, BCBG Max Azria, Emporio Armani, Fendi, Louis Vuitton, Gucci, Tory Burch, Salvatore Ferragamo, Prada, Ermenegildo Zegna, Ralph Lauren, Chanel, Versace, Swarovski, Michael Kors, Burberry, Escada, Juicy Couture, Carolina Herrera, Mango, Bulgari, Bottega Veneta en Hermès .
Grupo Palacio de Hierro heeft opereert de volgende winkels: grotere warenhuizen Palacio de Hierro, kleinere warenhuizen Boutique Palacio, woonwarenhuizen Casa Palacio, en outletwinkels. De zelfstandige winkels die de Grupo onder verscheidene mode-merknamen opereert zijn in het tabel niet opgenomen. 
| Winkel | Vloergrootte     | Stad/ Metropoolregio          | Wijk                                  | Opemerkingen                                                          | Geopend        | Gesloten | Foto |
| --- | ---------------- | ----------------------------- | ------------------------------------- | --------------------------------------------------------------------- | -------------- | -------- | ---- |
| Centro | 18.223           | Mexico-Stad                   | Historisch Centrum (Centro histórico) | Venustiano Carranzastraat (vrijstaand)                                | 1891/ 1921     | open     |      |
| Eerste winkel en oorspronkelijke flagship. |                  |                               |                                       |                                                                       |                |          |      |
| Durango | 45.260           | Mexico-Stad                   | Colonia Roma Norte                    | Durangostraat (vrijstaand)                                            | 1958           |          |      |
| Interlomas | 36.815           | Agglomeratie Mexico-Stad      | Interlomas, Mexico (staat)            | Winkelcentrum Paseo Interlomas                                        | 2011           |          |      |
| Coyoacan (Mitikah) | 38.000           | Mexico-Stad                   | Xoco naast Coyoacán                   | Winkelcentrum Mítikah. Verving filiaal winkelcentrum Centro Coyoacán. | 2022           |          |      |
| Perisur | 37.888           | Mexico-Stad                   | Jardines del Pedregal                 | Winkelcentrum Perisur                                                 | 1980           |          |      |
| Polanco | 52.480 (winkel)  | Mexico-Stad                   | Polanco                               | Molièrestraat                                                         | 1997/2015      |          |      |
| "El Palacio de los Palacios". Molierestraat 222, geheel stadsblok tuseen Molière-, Homero-, Horacio-, en Platónstraat. Geopend in 1997 als deel van een winkelcentrum, dat werd gesloten en waarvan de oppevlakte aan de Palacio werd toegevoed en verbouwd met een kost van 300 miljoen US-dollar. Deze vernieuwde grote hoofdfiliaal werd feestelijk geopend in november 2015. Het gebouw bevat ook de kantoren van de Grupo Palacio de Hierro. |                  |                               |                                       |                                                                       |                |          |      |
| Coyoacán (gesloten winkel) |                  | Mexico-Stad                   | Coyoacán                              | Winkelcentrum Centro Coyoacán                                         | 1989           | 2022     |      |
| Vervangen in 2022 door filiaal winkelcentrum Mítikah. |                  |                               |                                       |                                                                       |                |          |      |
| Santa Fe | 52.050           | Mexico-Stad                   | Santa Fe                              | Winkelcentrum Centro Santa Fe                                         | 1993           |          |      |
| Satélite | 36.205           | Mexico City (metro area)      | Ciudad Satélite, Mexico-Staat         | Winkelcentrum Plaza Satélite                                          | 1998           |          |      |
| Guadalajara | 43.737           | Guadalajara (metropoolgebied) | Zapopan                               | Winkelcentrum Andares                                                 | 2008 nov.      |          |      |
| León | 30.000 (gepland) | León                          |                                       |                                                                       | 2024 (gepland) |          |      |
| Monterrey | 43.735           | Monterrey                     | San Pedro Garza García                | Winkelcentrum Paseo San Pedro                                         | 2005           |          |      |
| Puebla | 33.743           | Puebla (stad)                 | Angelópolis                           | Angelópolis Lifestyle Center                                          | 2002           |          |      |
| Querétaro | 48.282           | Querétaro                     |                                       | Antea LifeStyle Center                                                | opened 2014    |          |      |
| Veracruz | 16.040           | Veracruz (stad)               | Boca del Río                          | Winkelcentrum Andamar                                                 | 2019           |          |      |
| Villahermosa | 35.844           | Villahermosa                  |                                       | Plaza Altabrisa                                                       | 2012           |          |      |
| Casa Palacio– Antara | 10.765           | Mexico-Stad                   | Polanco                               | Winkelcentrum Antara                                                  | 2006           |          |      |
| Casa Palacio– Santa Fe | 9.937            | Mexico-Stad                   | Santa Fe                              | Winkelcentrum Centro Santa Fe                                         | 2013 (April)   |          |      |
| La Boutique Palacio Acapulco | 7.290            | Acapulco                      |                                       |                                                                       | 2008 dec.      |          |      |
| La Boutique Palacio Acoxpa | 6.850            | Mexico-Stad                   | Tlalpan                               | Winkelcentrum Paseo Acoxpa                                            | 2010 sep.      |          |      |
| La Boutique Palacio Cancún | 9.206            | Cancún                        | Zona Hotelera (Hotelzone)             | La Isla Shopping Village                                              | 2010 nov.      |          |      |
| Palacio Outlet Lerma | 4.165            | Toluca (aggl.)                | Lerma, Mexico-Staat                   |                                                                       | 2001           |          |      |
| Palacio Outlet Punta Norte | 3.358            | Mexico City (metro area)      |                                       | Punta Norte Premium Outlets                                           | 2005           |          |      |